# Bodendenkmal

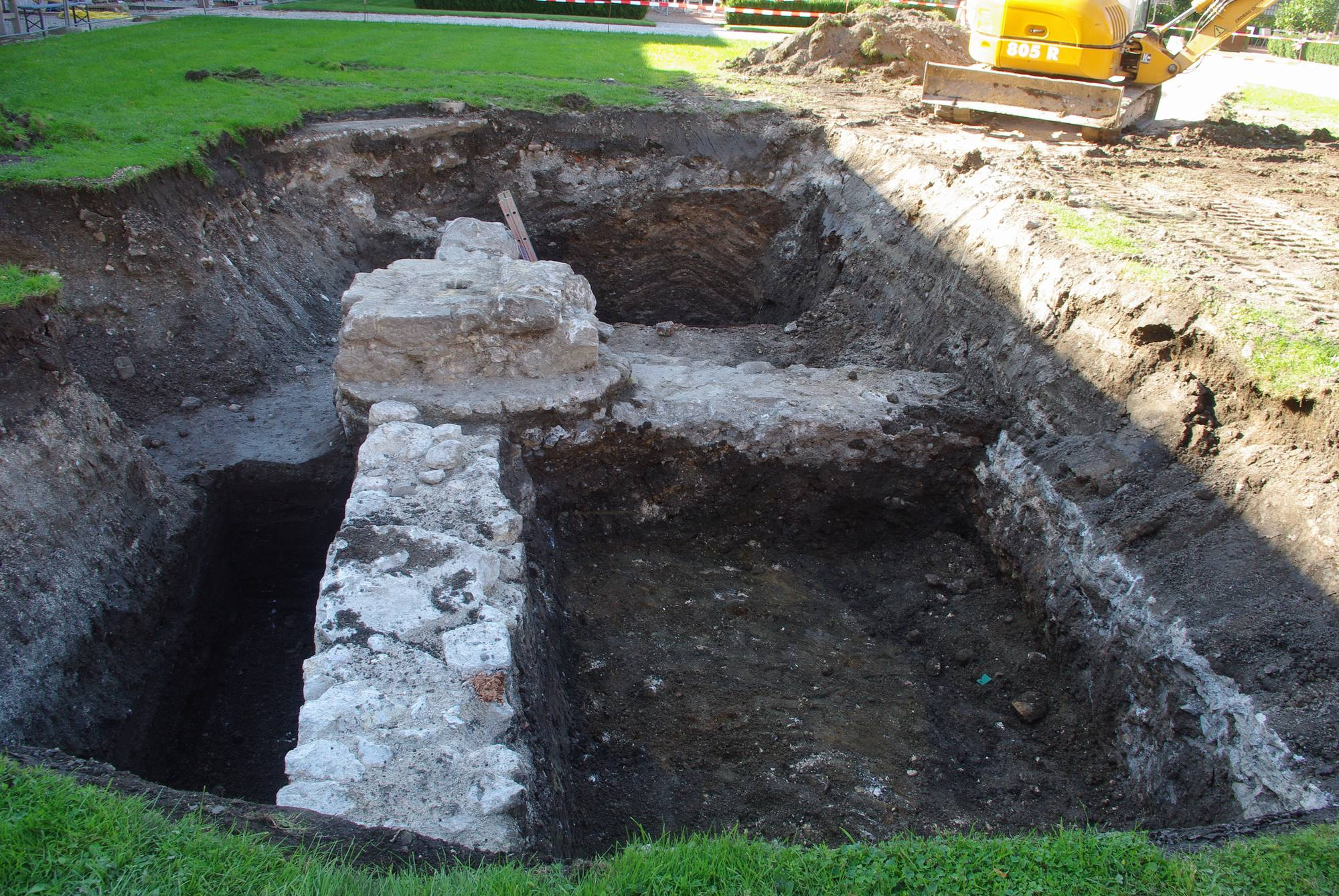
Untersuchungen von Mauerresten alter Anlagen im Bereich der Alten Saline in Bad Reichenhall

Ein Bodendenkmal, auch archäologisches Denkmal, ist ein im Boden verborgenes Zeugnis der Kulturgeschichte (Denkmal). Dazu zählen Überreste früherer Befestigungsanlagen, Siedlungen, Kult- und Bestattungsplätze, Produktionsstätten, Wirtschaftsbetriebe, Verkehrswege, Grenzziehungen und allgemeine archäologische Fundstellen.
Ein Bodendenkmal kann bezüglich seines Denkmalwerts eingeschätzt und unter Denkmalschutz gestellt werden.

## Denkmalpflegerische Merkmale

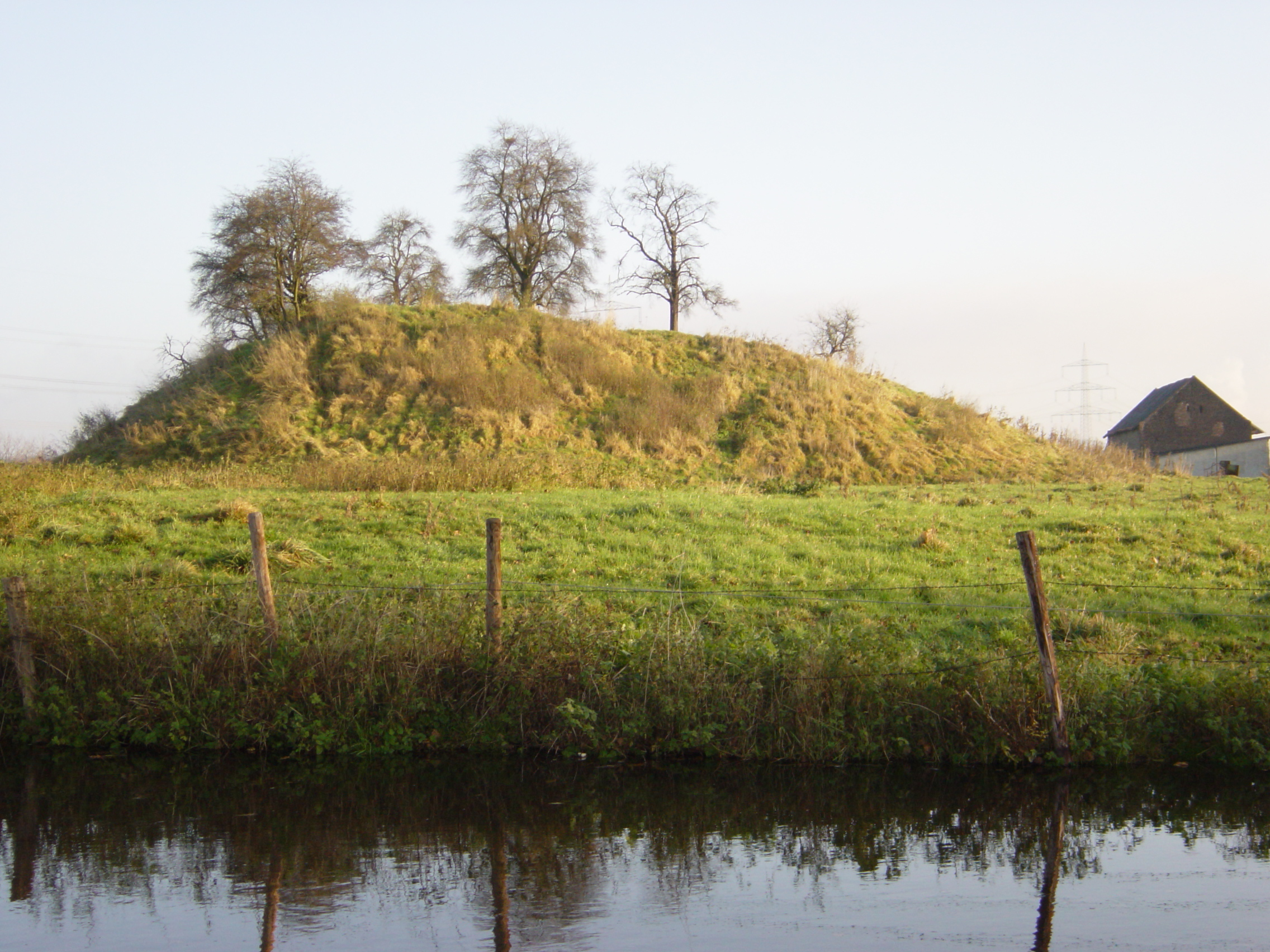
Die Motte Altenburg: Reste einer mittelalterlichen Burg mit Burghügel und Grabenanlage

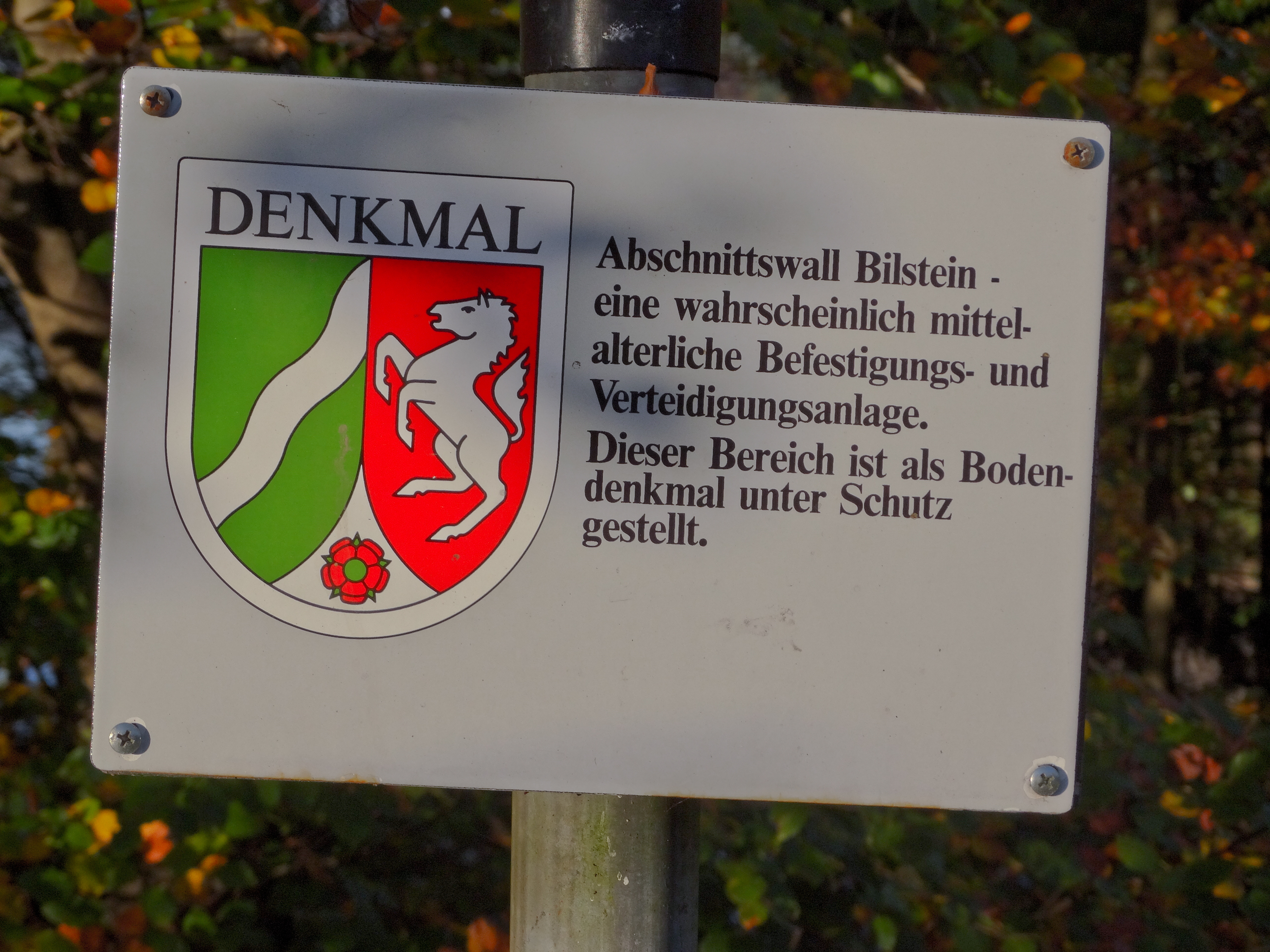
Beispiel für die Kennzeichnung eines Bodendenkmales in Nordrhein-Westfalen (Bilstein)

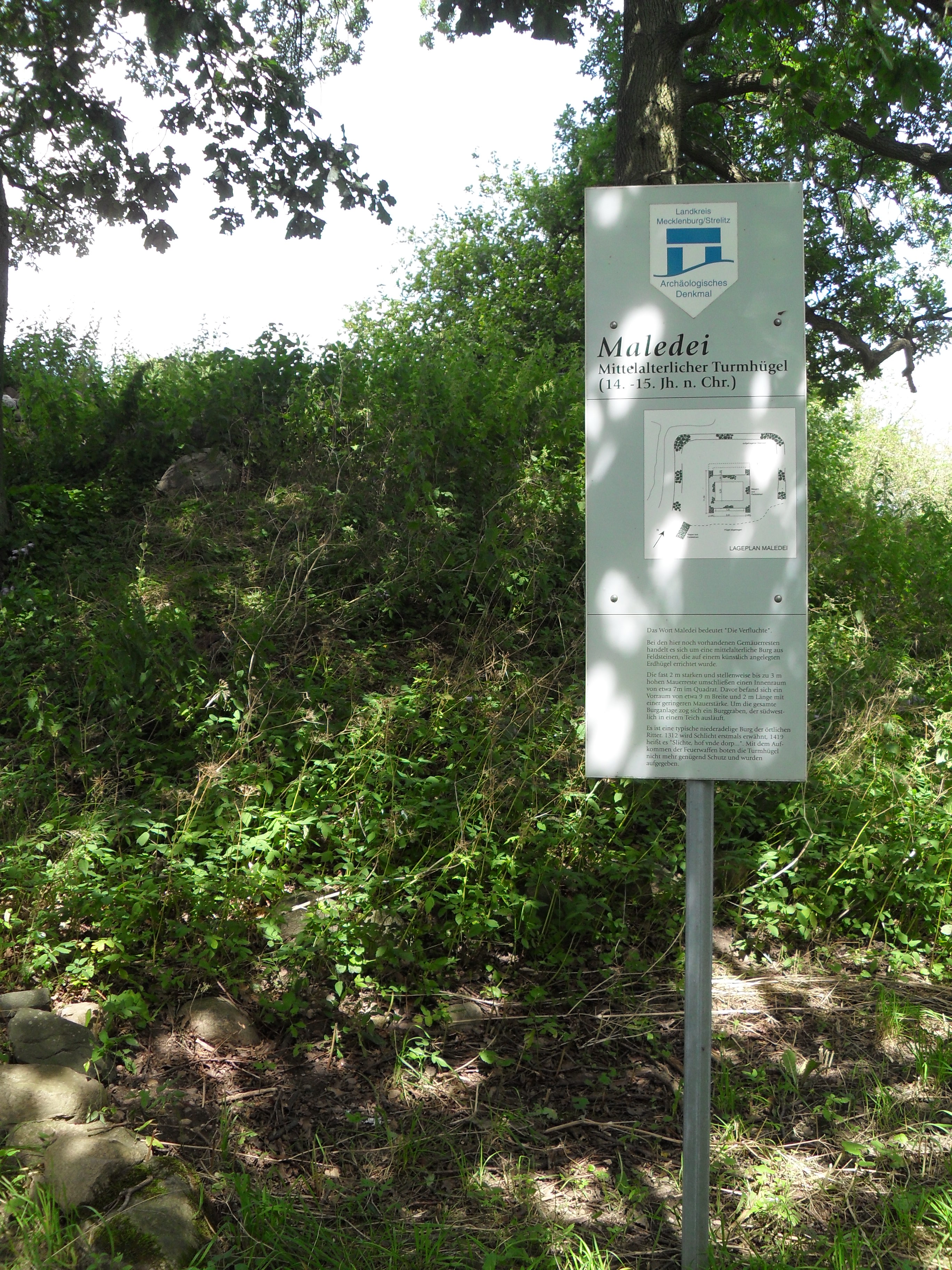
Kennzeichnung der Überreste der Turmhügelburg „Maledei“

Bodendenkmäler sind danach im Boden oder auch in einem Gewässer verborgene bewegliche oder unbewegliche Sachen, bei denen es sich um Zeugnisse, Überreste oder Spuren menschlichen (auch tierischen und pflanzlichen) Lebens handelt. Ausgrabungen, Befunde und Funde sind Hauptquellen der wissenschaftlichen Erkenntnis zu diesen Denkmälern.
Erkannt werden kann ein Bodendenkmal
- an einer erhöhten Fundkonzentration (Keramikscherben, Steinartefakte etc.)
- an Landschaftsmerkmalen (Wallanlagen oder auch Hügelgräber sind oft heute noch als Erhebungen sichtbar)
- an Bewuchsmerkmalen (so wachsen z. B. auf einem Getreidefeld über verborgenem Mauerwerk die Halme weniger hoch)
- durch geophysikalische Prospektionsmethoden

Bodendenkmäler bestehen in der Regel aus archäologischen Befunden und Funden. In der Öffentlichkeit wird die Aufmerksamkeit in erster Linie den Funden zu Teil. Befunde enthalten aber vielfach die wesentlicheren Informationen und erlauben erst eine korrekte Deutung und Einordnung der Funde. Es bedeutet einen wesentlichen Unterschied, ob ein Gegenstand als Beigabe in ein Grab gefunden wurde oder in einer Abfallgrube lag. Es gibt auch völlig fundfreie Bodendenkmäler, die nur aus Befunden bestehen. Funde ohne Befund dagegen sind reine Antiquitäten, die in der Regel wissenschaftlich wenig Wert haben.
Die Abgrenzung zu Baudenkmälern (wie oberirdisch sichtbare Reste des römischen Limes, archäologische Befunde in einer mittelalterlichen Kirche) und zu Naturdenkmälern (Weltnaturerbe Grube Messel) sind oft nicht eindeutig und ergeben sich in Zweifelsfällen in der Praxis eher daraus, ob sich ein Baudenkmalpfleger, ein Archäologe oder ein Paläontologe zuständig fühlt. Bodendenkmäler können ganze Ensembles bilden, wie ehemalige Festungen mit Haupt- und Vorburg, Siedlungen mit Häusern, Straßensysteme, Gräberfelder, Kirchen mit Friedhof, Klöster mit abgegangenen Teilen, Produktionsstätten, Grenzziehungen u. a. m. Es können aber auch einzelne Objekte sein wie ein Hügelgrab.

## Rechtsgrundlagen

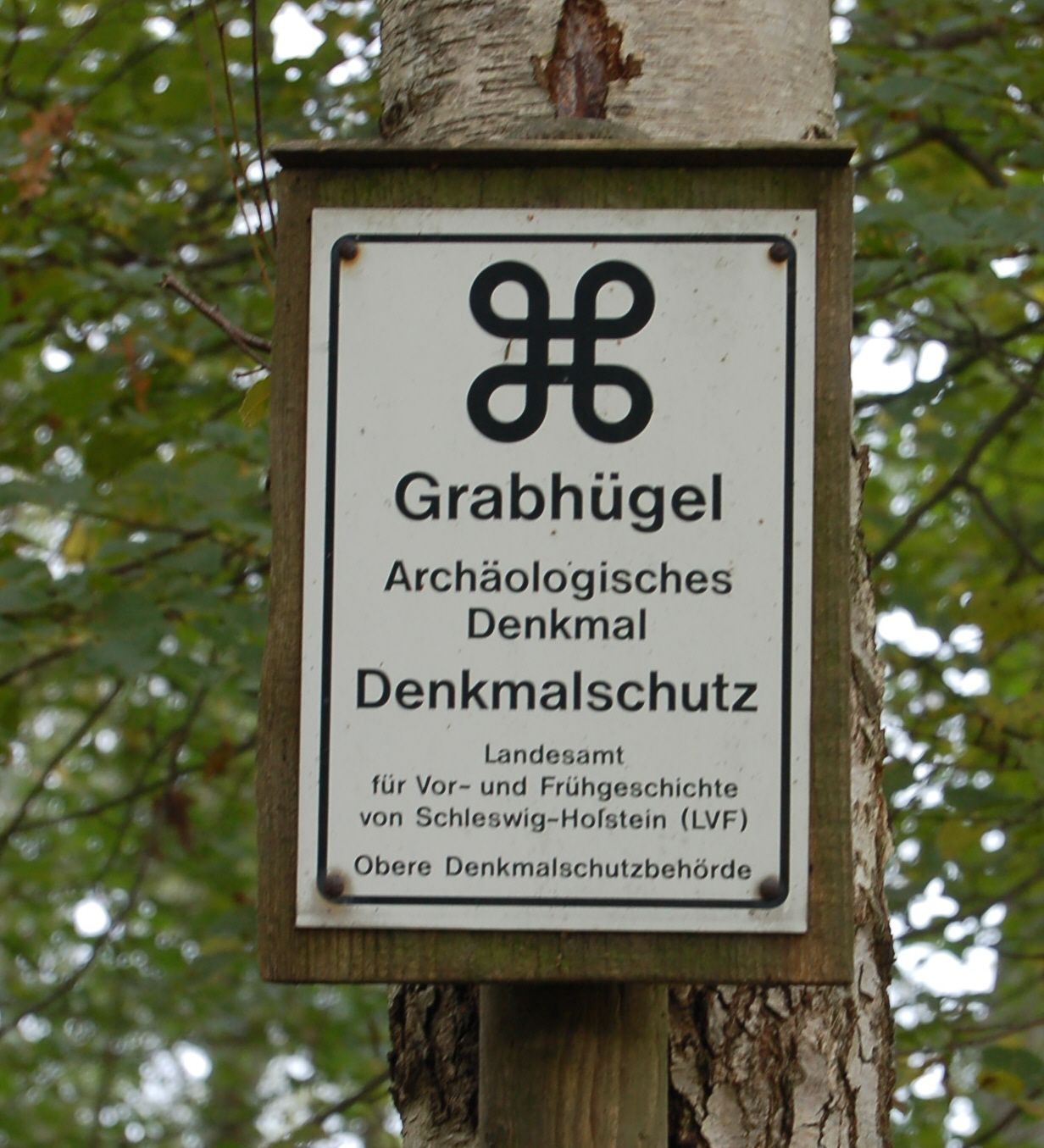
Hinweisschild für ein geschütztes Bodendenkmal in Schleswig-Holstein

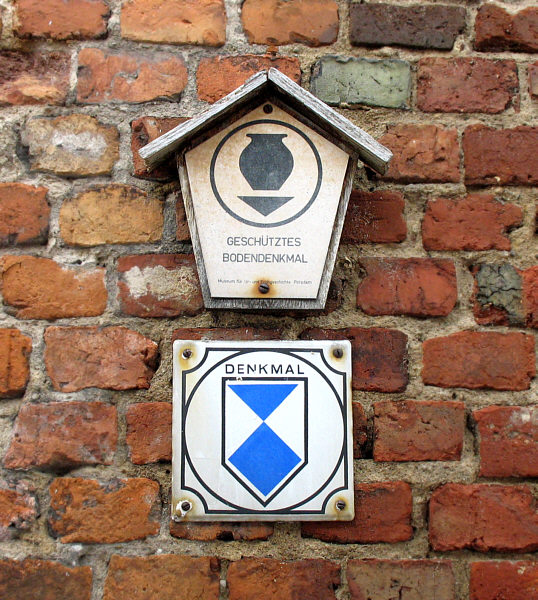
Kennzeichnung für ein Bodendenkmal (oben) und ein Baudenkmal (unten) in der DDR (Festung Oderberg)

Bodendenkmäler werden in Deutschland durch die Denkmalschutzgesetze der Bundesländer definiert. Die Gesetzgebungskompetenz für Denkmalschutz und Denkmalpflege liegt bei den Bundesländern. Sie ist Teil der so genannten „Kulturhoheit“ der Länder. So gibt es in Deutschland 16 Denkmalschutzgesetze, die die Begriffe des Kulturdenkmals und des Bodendenkmals festlegen. Die Gesetze sind im Detail unterschiedlich, beruhen aber auf ähnlichen Grundprinzipien.
Alle 16 Gesetze definieren den Denkmalschutz und den Erhalt der Bodendenkmäler als „Öffentliches Interesse“. Angaben zum Alter von Bodendenkmalen machen nur einzelne Denkmalschutzgesetze.
Das Denkmalrecht kennt unterschiedliche Vorschriften für Boden- und Baudenkmäler, da Baudenkmäler in der Regel sichtbar sind und in ihren Belangen leichter berücksichtigt werden können als Bodendenkmäler, die oft unbekannt sind und erst im Laufe einer Baumaßnahme ans Tageslicht treten.
In den meisten Bundesländern gibt es für Bodenfunde ein „Schatzregal“, das inhaltlich sehr unterschiedlich ausgestaltet ist. Es räumt dem Staat das Eigentum an (ausgewählten) Bodenfunden ein.
International relevant ist die Europäische Konvention zum Schutz des archäologischen Erbes (Konvention von Malta) vom 16. Januar 1992 (BGBl. 1994 II, S. 1286; 2002 II, S. 2709).
Alle Denkmalschutzgesetze bestimmen archäologisches Kulturgut als Bodendenkmal, einige auch – über eine Legalfiktion – Spuren von pflanzlichem und tierischem Leben, also Fossilien als paläontologische Denkmäler zu Kulturdenkmälern.

## Ausgrabungen
Eine Ausgrabung kann Befunde und Funde in einem Bodendenkmal sichtbar machen, führt aber zugleich zu einer Zerstörung der Befunde. Deshalb ist vor einer Ausgrabung sorgfältig abzuwägen, ob der Erkenntnisgewinn, der mit einer Ausgrabung und Zerstörung des Bodendenkmals erlangt wird, das denkmalpflegerische Interesse an seinem unversehrten Erhalt überwiegt.
Für Ausgrabungen, in einigen Bundesländern sogar für die Nachforschung nach Bodendenkmälern, sind aufgrund der Denkmalschutzgesetze in Deutschland Grabungsgenehmigungen zwingend erforderlich. Sie werden von der jeweils zuständigen Landes- oder Kommunalbehörde, in der Regel dem Landesamt für Denkmalpflege, erteilt.
Schon der Versuch einer Nachforschung oder Ausgrabung ohne behördliche Erlaubnis kann in Deutschland den Straftatbestand der Gemeinschädlichen Sachbeschädigung nach § 304 StGB erfüllen. Zudem definieren die Denkmalschutzgesetze Nachforschung oder Ausgrabung ohne behördliche Erlaubnis als Ordnungswidrigkeit.
Auch auf Privatland ausgegrabene Fundstücke beansprucht fast überall der Staat oder die Gemeinde (Schatzregal).